# Menlo Park
Menlo Park je město v Kalifornii ve Spojených státech amerických. Nachází se na východě okresu San Mateo County v San Francisco Bay Area na rozloze přibližně 45 km² a podle sčítání v roce 2020 v něm žilo 33 780 obyvatel. Svůj název dostalo podle vesnice Menlo v Irsku, odkud pocházeli první osadníci. Původně šlo o ranč, u něhož byla později postavena železniční zastávka; město bylo následně postaveno kolem této stanice. V roce 1870 zde byla otevřena pošta. Za první světové války se zde nacházel výcvikový tábor Camp Fremont, který tvořil velkou část města. Sídlí zde Nadace Williama a Flory Hewlettových a společnost Meta.